# Isle of Man TT 1914
De Isle of Man TT 1914 was de achtste uitvoering van de Isle of Man TT. Ze werd op dinsdag 19 mei en donderdag 21 mei 1914 verreden op de Snaefell Mountain Course, een stratencircuit op het eiland Man.

## Algemeen
| 1914 | - Valhelmen verplicht - Ronderecord Senior TT: 53,5 mph (Tim Wood, Rudge) |

In mei 1914 hing de dreiging van de Eerste Wereldoorlog al in de lucht. Zo was Oliver Godfrey al ingelijfd door de Royal Air Force. Hij nam deel als "Senior lieutenant" Godfrey en Les Bailey was uit Australië teruggekeerd om voor Douglas de productie van militaire motorfietsen te overzien. Het vreemde reglement uit 1913 was weer losgelaten: de Senior TT reed zes ronden op donderdag 21 mei en de Junior TT vijf ronden op dinsdag 19 mei. Doordat de klassen gescheiden startten kon een aantal coureurs weer voor twee races inschrijven.
Ondanks de ingevoerde helmplicht viel er een derde slachtoffer van de TT: Frank Walker verongelukte enkele seconden nadat hij de finish van de Junior TT had overschreden.

### Helmplicht
In 1914 besloot de ACU de helmplicht in te voeren. Op zich was dat niet onbegrijpelijk na de dodelijke ongevallen van Victor Surridge en Frank Bateman, maar de ACU moest toch eerst overtuigd worden. Dat gebeurde door de Medical Officer van het Brooklands-circuit, dr. Eric Gardner. Hij zag elke twee weken een coureur met hoofdwonden en nam contact op met de heer Moss uit Londen om helmen te maken van schellak en canvas. Hij nam 94 van deze helmen mee naar het eiland Man en overtuigde de ACU, die het gebruik ervan - vaak onder protest van de coureurs - verplichtte. Na de TT ontving Gardner een brief van de Medical Officer van Man, die hem meldde dat de jaarlijkse "interessante hoofdwonden" dit jaar achterwege gebleven waren.

### Eerste Wereldoorlog
Dit was de laatste TT van voor de Eerste Wereldoorlog. Door de oorlogshandelingen, maar later ook door het gebrek aan benzine en grondstoffen als rubber en staal, kwam er pas in 1920 een nieuwe Isle of Man TT.

## Senior TT
Donderdag 21 mei, 6 ronden (362 km), motorfietsen tot 500 cc.
Aan de start van de Senior TT stonden 97 coureurs op 35 verschillende merken. De winnaar van 1913, Tim Wood, had een goede start en reed een nieuw ronderecord van 53,5 mijl per uur, maar viel uit door een verbrande ontstekingsmagneet. Toen nam Harry Collier de leiding over, maar hij kwam ten val terwijl zijn broer Charlie uitviel door problemen met zijn naafversnelling. Cyril Pullin stuurde zijn Rudge Multi als eerste over de streep, maar het gevecht om de tweede plaats was erg spannend en resulteerde in een gedeelte plaats voor Oliver Godfrey (Indian) en Howard R. Davies (Sunbeam).
| Pos | Coureur           | Merk        | Tijd      | Snelheid  |
| --- | ----------------- | ----------- | --------- | --------- |
| 1   | Cyril Pullin      | Rudge       | 4:32"48'0 | 49,49 mph |
| 2   | Oliver Godfrey    | Indian      | 4:39"12'0 |           |
| 2   | Howard R. Davies  | Sunbeam     | 4:39"12'0 |           |
| 4   | H. Colver         | Matchless   | 4:39"23'0 |           |
| 5   | G. Boyton         | Triumph     | 4:47"10'0 |           |
| 6   | J. Emerson        | ABC-Sopwith | 4:56"12'0 |           |
| 7   | Hugh Mason        | NUT         | 4:50"35'0 |           |
| 8   | Charles Franklin  | Indian      | 4:52"46'0 |           |
| 9   | Quentin Smith     | Triumph     | 4:54"06'0 |           |
| 10  | J. Sirett         | Motosacoche | 4:56"01'0 |           |
| 11  | V. Busby          | Sunbeam     | 4:56"03'0 |           |
| 12  | D. Young          | BSA         | 4:56"53'0 |           |
| 13  | Tommy de la Hay   | Sunbeam     | 4:57"20'0 |           |
| 14  | V. Olsson         | Zenith-JAP  | 4:59"59'0 |           |
| 15  | Bert le Vack      | Motosacoche | 5:01"22'0 |           |
| 16  | G. Shemans        | Triumph     | 5:02"03'0 |           |
| 17  | T. Pollock        | James       | 5:02"04'0 |           |
| 18  | R. Lovergrove     | Scott       | 5:03"24'0 |           |
| 19  | N. Brown          | Indian      | 5:04"26'0 |           |
| 20  | J. Healy          | BSA         | 5:06"14'0 |           |
| 25  | Frank A. Applebee | Scott       | 5:13"44'0 |           |
| 30  | Tom Sheard        | Rudge       | 5:16"49'0 |           |

| Coureur          | Merk      | Oorzaak         |
| ---------------- | --------- | --------------- |
| Alfred Alexander | Indian    |                 |
| Charlie Collier  | Matchless | Naafversnelling |
| Dan O'Donovan    | Norton    |                 |
| Harold Cox       | James     |                 |
| Harry Bashall    | Premier   |                 |
| Harry Collier    | Matchless | Val             |
| Jack Haslam      | Premier   |                 |
| Tim Wood         | Rudge     | Ontsteking      |

## Junior TT
Dinsdag 19 mei, vijf ronden (302 km), motorfietsen tot 350 cc.

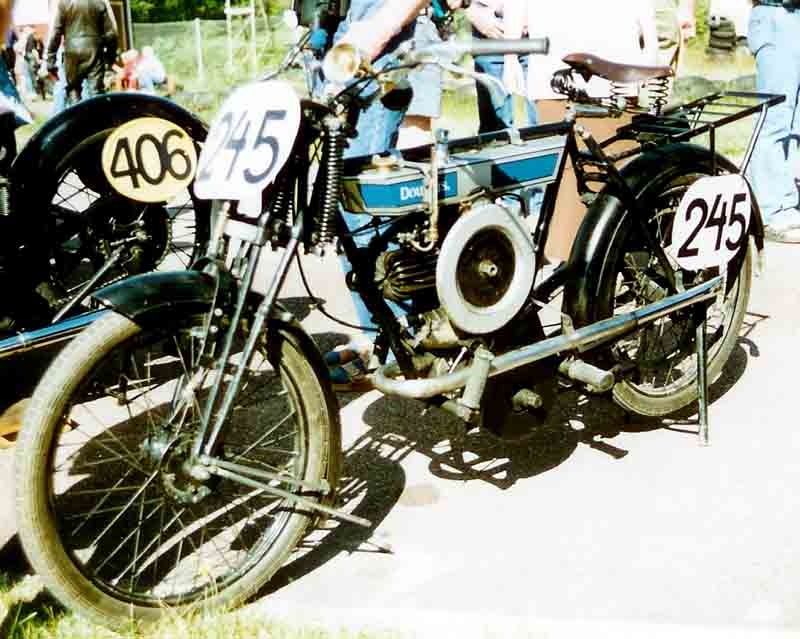
350cc-Douglas uit 1914

De Junior TT was weer teruggebracht tot vijf ronden, maar werd met slecht weer verreden. Zware regenbuien en de dichte mist (de "Mantle of Mona") op de Mountain Section maakten het moeilijk voor de coureurs, maar leverden een spannende race op. Het team van AJS, dat feitelijk al in 1913 was geformeerd, was nu erg sterk dankzij een tweeversnellings-tussenas waardoor de coureurs over vier versnellingen beschikten. Eric en Cyril Williams (geen familie) wisselden aan de kop van het veld constant van positie. Frank Walker reed met zijn Royal Enfield V-twin aan de leiding tot hij in de derde ronde een lekke band kreeg. Hij vocht zich echter terug naar de kop van het veld, toen het noodlot toesloeg. Enkele honderden meters voor de streep viel hij doordat hij zijn remmen blokkeerde. Hij raapte zijn machine op en reed naar de finish, waarna zijn ongeluk gebeurde. Over de exacte oorzaak bestaat twijfel. Was hij zo vermoeid dat hij niet meer wist dat het de laatste ronde was, kon hij niet meer remmen of werd zijn zicht op de finish belemmerd door het publiek dat de coureurs wilde zien finishen? Feit is dat Walker de jury en de finish voorbij reed en meteen daarna op een hek klapte dat ter hoogte van St Ninian's Crossroads was neergezet om duidelijk te maken dat de race voorbij was. Hij overleed in Nobles Hospital in Douglas. Later op de dag werd hij postuum tot derde finisher verklaard.
| Pos | Coureur          | Merk          | Tijd      | Snelheid  |
| --- | ---------------- | ------------- | --------- | --------- |
| 1   | Eric Williams    | AJS           | 4:06"50'0 | 45,58 mph |
| 2   | Cyril Williams   | AJS           | 4:11"34'0 |           |
| 3   | Frank Walker (†) | Royal Enfield | 4:19"55'0 |           |
| 4   | W. Jones         | AJS           | 4:20"51'0 |           |
| 5   | F. Barker        | Zenith-JAP    | 4:22"23'0 |           |
| 6   | Bert Haddock     | AJS           | 4:23"27'0 |           |
| 7   | E. Elwell        | Douglas       | 4:27"09'0 |           |
| 8   | E. Keyte         | Royal Enfield | 4:30"57'0 |           |
| 9   | D. Bolton        | Douglas       | 4:33"40'0 |           |
| 10  | T. Knowles       | Humber        | 4:34"56'0 |           |
| 11  | S. Sorriquieta   | NUT           | 4:39"56'0 |           |
| 12  | E. Kickham       | Douglas       | 4:41"46'0 |           |
| 13  | P. Pike          | Levis         | 4:43"03'0 |           |
| 14  | R. Bownass       | NUT           | 4:43"39'0 |           |
| 15  | H. Greaves       | Royal Enfield | 4:44"42'0 |           |
| 16  | H. Newman        | Ivy           | 4:45"31'0 |           |
| 17  | Les Bailey       | Douglas       | 4:48"07'0 |           |
| 18  | D. Alexander     | Royal Enfield | 4:49"01'0 |           |
| 19  | R. Carter        | NUT           | 4:52"30'0 |           |
| 20  | D. Prentice      | Royal Enfield | 4:53"03'0 |           |
| 29  | Billy Heaton     | AJS           |           |           |

| Coureur          | Merk    | Oorzaak |
| ---------------- | ------- | ------- |
| Alfred Alexander | Douglas |         |
| Billy Newsome    | Douglas |         |
| Hugh Mason       | NUT     |         |

## Trivia

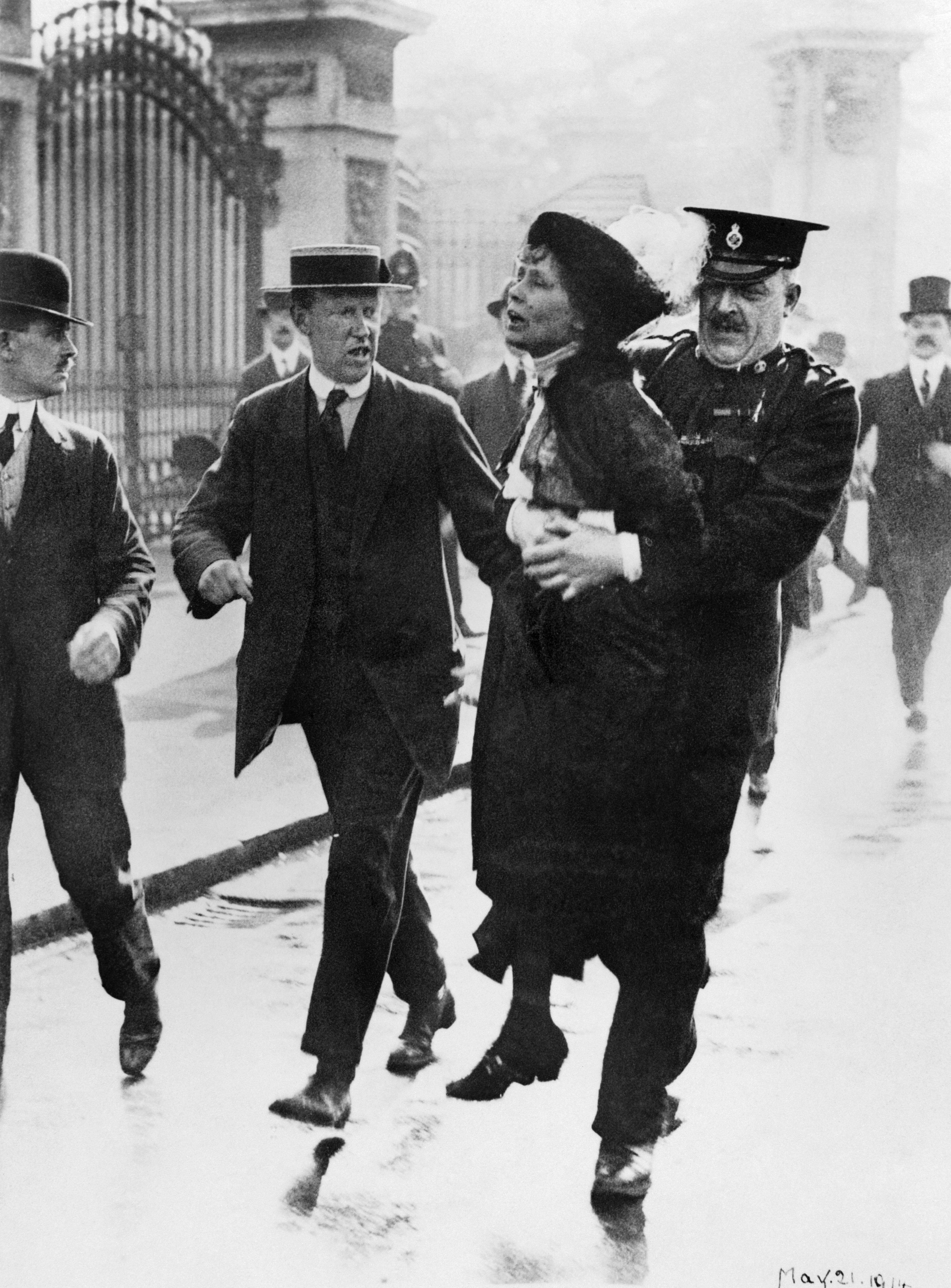
Men vermoedde sabotage door de Suffragettes, maar Emmeline Pankhurst, die banden met het Eiland Man had, was er zeker niet bij. Zij werd op de laatste TT-dag in Londen gearresteerd.

### Suffragettes
De weging en keuring vond in de beginjaren een dag vóór de races plaats. De racemotoren werden opgeslagen onder een markies in het rennerskwartier onder toezicht van een functionaris van de Auto-Cycle Union en één politieagent. In 1914 stond er echter een groep soldaten met geplaatste bajonet op wacht. Het gerucht ging dat de Suffragettes de machines wilden saboteren. In 1913 hadden ambtenaren van de Highway Board bij Kirk Braddan, Pear Tree Cottage en Bray Hill grote aantallen glasscherven gevonden en bij Creg Willey's Hill lagen spijkers op de weg. De betrokkenheid van de Suffragettes werd wel vermoed, maar nooit bewezen.
1907 · 1908 · 1909 · 1910 · 1911 · 1912 · 1913 · 1914 · Eerste Wereldoorlog · 1920 · 1921 · 1922 · 1923 · 1924 · 1925 · 1926 · 1927 · 1928 · 1929 · 1930 · 1931 · 1932 · 1933 · 1934 · 1935 · 1936 · 1937 · 1938 · 1939 · Tweede Wereldoorlog · 1947 · 1948 · 1949 · 1950 ·1951 · 1952 · 1953 · 1954 · 1955 · 1956 · 1957 · 1958 · 1959 · 1960 · 1961 · 1962 · 1963 · 1964 · 1965 · 1966 · 1967 · 1968 · 1969 · 1970 · 1971 · 1972 · 1973 · 1974 · 1975 · 1976 · 1977 · 1978 · 1979 · 1980 · 1981 · 1982 · 1983 · 1984 · 1985 · 1986 · 1987 · 1988 · 1989 · 1990 · 1991 · 1992 · 1993 · 1994 · 1995 · 1996 · 1997 · 1998 · 1999 · 2000 · 2002 · 2003 · 2004 · 2005 · 2006 · 2007 · 2008 · 2009 · 2010 · 2011 · 2012 · 2013 · 2014